# Aristobulos (Sohn des Herodes von Chalkis)
Aristobulos (* um 5 n. Chr.; † nach 72 n. Chr.), der Sohn des Herodes von Chalkis, war ein römischer Klientelkönig im antiken Kleinarmenien aus der Dynastie der Herodianer. Er war ein Urenkel des jüdischen Königs Herodes des Großen und ein Enkel des von diesem hingerichteten Prinzen Aristobulos.

## Herkunft
Herodes von Chalkis, der Vater des Aristobulos, war auf Bitten seines Bruders Agrippa I., der als König Judäa regierte, von den Römern im benachbarten Kleinkönigreich von Chalkis als Herrscher eingesetzt worden. Aristobulos stammte aus der ersten Ehe des Herodes von Chalkis mit Mariamne, der Tochter des Joseph und der Olympias. (Joseph war der Sohn des 38 v. Chr. im Krieg gefallenen Herodes-Bruders Joseph. Olympias war eine Tochter Herodes des Großen aus seiner Ehe mit der Samaritanerin Malthake.) Aus der zweiten Ehe seines Vaters mit dessen Nichte Berenike hatte Aristobulos zwei Halbbrüder, Berenikianos und Hyrkanos.

## Heirat mit Salome
Aristobulos verheiratete sich 34 n. Chr. mit der wegen ihrer Verwicklung in den Tod Johannes des Täufers nachmals Salome (* 10 n. Chr.). Ihr jugendlicher Tanz vor ihrem Stiefvater Herodes Antipas soll ihrer Mutter Herodias Gelegenheit gegeben haben, ihre Forderung nach der Hinrichtung des Täufers, der sie als Volksprediger mit seiner moralischen Kritik verfolgte, durchzusetzen (28 n. Chr.). Aus der Ehe von Aristobulos und Salome gingen drei Söhne hervor: Herodes, Agrippa und Aristobulos.

## König von Kleinarmenien
Beim Tode seines Vaters Herodes (48 n. Chr.) durfte Aristobulos nicht – wie er wohl erhofft hatte – dessen Nachfolge in dem Königreich von Chalkis antreten. Das in den Libanon-Bergen gelegene Herrschaftsgebiet bekam aufgrund einer Entscheidung des römischen Kaisers Claudius vielmehr sein Vetter, Agrippa II., übertragen.
Die Ansprüche des Aristobulos waren allerdings in Rom nicht vergessen. Er bekam als Ausgleich für die entgangene Herrschaft über Chalkis 54 n. Chr. von dem römischen Kaiser Nero das Königreich von Kleinarmenien übertragen, gelegen westlich von Großarmenien und zu dieser Zeit bis zum Schwarzen Meer reichend. Hauptort des Landes war das von Pompeius gegründete Nikopolis, das an der einzigen natürlichen Ost-West-Route in diesem Gebiet lag, die von Ankyra über Nikopolis und Satala nach Nord-Armenien und weiter in den Kaukasus sowie nach Nord-Persien führte. Mit seiner Gattin Salome muss Aristobulos im Anschluss an seine Ernennung zum König nach Nikopolis übergesiedelt sein.
Es gibt drei Münzen, die die Herrschaft des Aristobulos in Kleinarmenien belegen. Eine Münze zeigt eingraviert die Bilder von Aristobulos und seiner Frau Salome, mit der Inschrift „Des Königs Aristobul, der Königin Salome“ auf der Rückseite. Die Münzen sind nach seinen Regierungsjahren datiert. Es sind Münzen aus dem 8. und aus dem 17. Jahr seiner Herrschaft (70/71 n. Chr.) erhalten, möglicherweise auch aus dem ersten Jahr (54/55 n. Chr.).
Als König von Kleinarmenien nahm Aristobulos mit seinen Streitkräften am römisch-parthischen Krieg von 58 bis 63 n. Chr. teil. In diesem Krieg stand die Erringung der Vorherrschaft über ganz Armenien im Mittelpunkt, das ein wichtiger Pufferstadt zwischen dem Römischen Reich und dem Partherreich war. Für seine Kriegsteilnahme wurde Aristobulos 59 n. Chr. mit einem Teil von Großarmenien abgefunden.
Wahrscheinlich wurde Kleinarmenien 70/71 oder 71/72 n. Chr. in das römische Provinzialsystem eingegliedert. Es lässt sich nachweisen, dass in diesem Zusammenhang dort eine neue Epochenzählung begonnen wurde. Der jüdische Geschichtsschreiber Flavius Josephus erwähnt in seinem Buch über den jüdischen Krieg einen „Aristobulos von Chalkidike“ als Teilnehmer an einem hochrangigen Treffen bei dem Klientelkönig Antiochos von Kommagene, das 72 n. Chr. stattfand. Wenn es sich bei dieser Person um Aristobulos, den Sohn des Herodes von Chalkis handelt, wie anzunehmen ist, dann war er in der zweiten Hälfte des Jahres 72 n. Chr. wohl nicht mehr König von Kleinarmenien.